# Olgierd Szpakowski

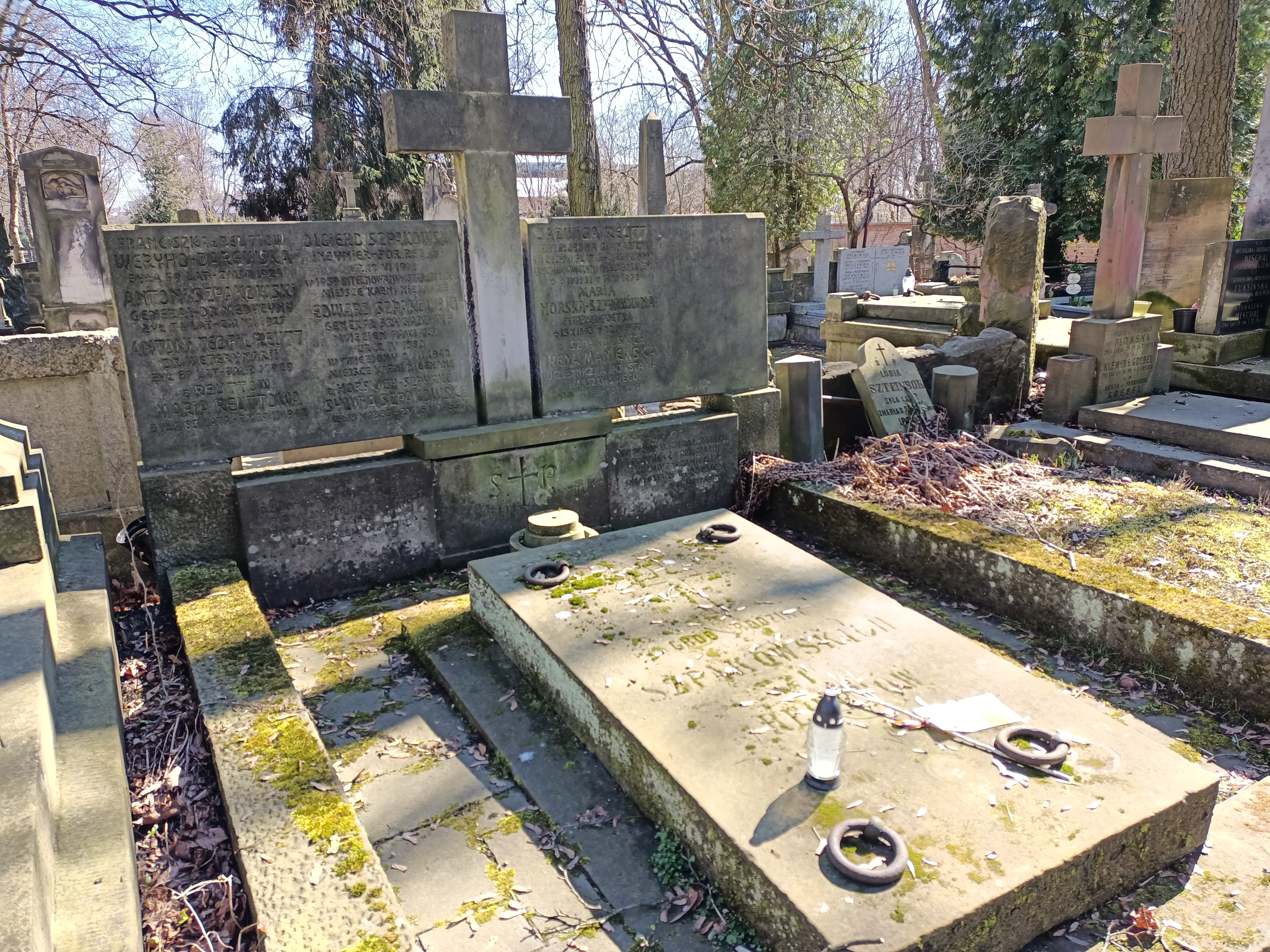
Symboliczny grób Olgierda Szpakowskiego na cmentarzu Powązkowskim

Olgierd Stanisław Szpakowski (ur. 15 maja 1912 w Ostrołęce, zm. wiosną 1940 w Charkowie) – działacz i publicysta Obozu Wielkiej Polski i Ruchu Narodowo-Radykalnego „Falanga”, porucznik łączności rezerwy Wojska Polskiego, ofiara zbrodni katyńskiej.

## Życiorys
Syn generała Edwarda Szpakowskiego i Sylwii Horskiej-Szpyrko (1883–1965). W 1930 zdał maturę w Gimnazjum im. Stanisława Staszica w Warszawie. Ukończył studia na Wydziale Elektrycznym Politechniki Warszawskiej. W marcu 1933 objął po Witoldzie Wincentym Staniszkisie kierownictwo Oddziału Akademickiego Obozu Wielkiej Polski (jako ostatni szef w dziejach tej organizacji). Kierował także działającą w ramach Obozu Wielkiej Polski warszawską Drużyną Chrobrego.
Był jednym z 4 autorów deklaracji ideowej RNR Falangi, ogłoszonej w 1934 (chociaż jej nie podpisał), a następnie należał do ścisłego kierownictwa tej organizacji. Publikował na łamach m.in. „Ruchu Młodych”, „Sztafety”, „Akademika Polskiego”, „Wielkiej Polski”. W 1936 wydał broszurę pt. Polska przeciw marksizmowi. Organizował z ramienia RNR jednostkę ochotniczą, która miała wspierać zajęcie Zaolzia. Od 1939 był współpracownikiem pisma Wielka Polska, redagowanego przez Wojciecha Wasiutyńskiego i Stanisława Cimoszyńskiego. Przed wojną sojusznik zbudowania sojuszu z III Rzeszą.
Walczył w wojnie obronnej w Samodzielnej Grupie Operacyjnej „Polesie” gen. Franciszka Kleeberga na stanowisku dowódcy kompanii. Przedstawiony do Orderu Virtuti Militari. Po agresji ZSRR na Polskę w nieznanych okolicznościach dostał się do niewoli sowieckiej i przebywał w obozie w Starobielsku. Wiosną 1940 został zamordowany przez funkcjonariuszy NKWD w Charkowie i pogrzebany w bezimiennej mogile zbiorowej w Piatichatkach, gdzie od 17 czerwca 2000 mieści się oficjalnie Cmentarz Ofiar Totalitaryzmu w Charkowie. Figuruje na Liście Starobielskiej NKWD pod pozycją 3745.
Grób symboliczny znajduje się na warszawskich Powązkach (kwatera H-2-12,13).
Od 1 czerwca 1939 był mężem Jadwigi Marii Stanisławy Gepner (1910–1977). Ich córka Małgorzata Szpakowska jest kulturoznawcą, krytykiem literackim i historykiem literatury.

## Upamiętnienie
5 października 2007 minister obrony narodowej Aleksander Szczygło mianował go pośmiertnie na stopień kapitana. Awans został ogłoszony 9 listopada 2007 w Warszawie, w trakcie uroczystości „Katyń Pamiętamy – Uczcijmy Pamięć Bohaterów”.
Pamięci Olgierda Szpakowskiego dedykowany jest wiersz „Rejestr Katynia”, autorstwa Jana Olechowskiego.